# کازوکی سگاوا
کازوکی سگاوا (انگلیسی: Kazuki Segawa؛ زادهٔ ۲۵ آوریل ۱۹۹۰) بازیکن فوتبال اهل ژاپن است.